# أمير المؤمنين
أَمير المُؤمِنين لقب تختلف فيه المذاهب الإسلامية، فيطلقه أهل السنة والجماعة على بعض الشخصيات التي تولت قيادة الدولة الإسلامية وأنه عُرف في خلافة عمر بن الخطاب عندما أطلقه المسلمون عليه لأول مرة، في حين يؤمن الشيعة بأنّه لقبٌ مختصٌ بعلي بن أبي طالب دون غيره، وأن النبي محمد لقبه بذلك.

## عند أهل السنة والجماعة

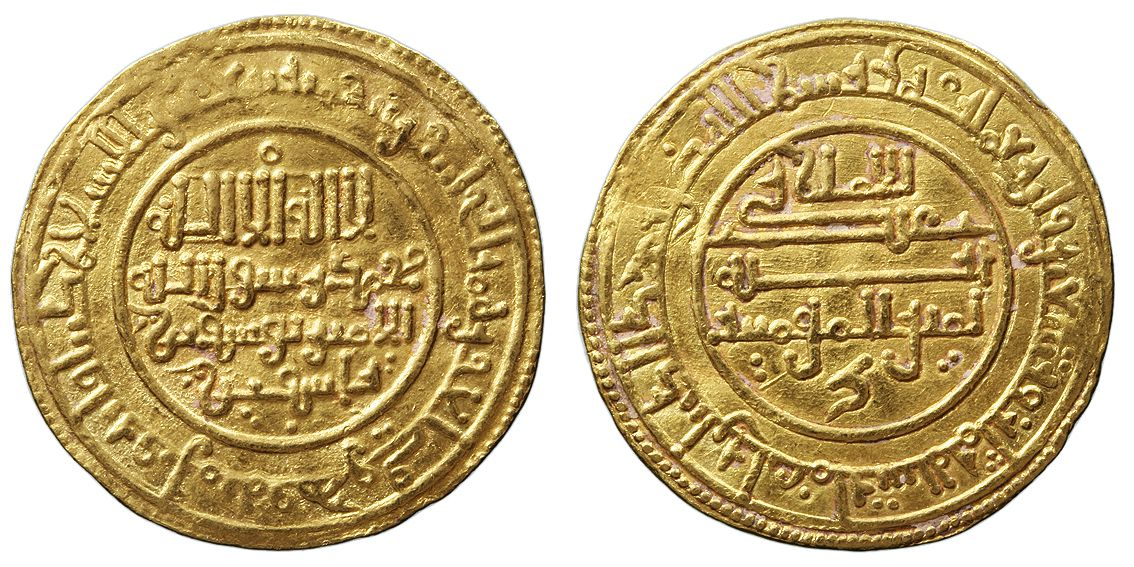
لقب ((أمير المؤمنين)) على دينار يوسف بن تاشفين

يطلقه أهل السنة والجماعة على جميع الخلفاء الراشدين أبوبكر وعمر وعثمان وعلي والحسن بن علي وغيرهم من الخلفاء الأمويين والعباسيين. ظهر لقب أمير المؤمنين في خلافة عمر بن الخطاب، وكان عمر بن الخطاب أول من تسمى بلقب أمير المؤمنين، إذ تذكر الروايات أن أبو بكر الصديق كانوا يسمونه خليفة رسول الله ﷺ  ، فلما توفي وخلفه عمر؛ قال عمر: كان أبو بكر يقال له خليفة رسول الله صلى الله عليه وسلم، فكيف يقال لي خليفة رسول الله ﷺ يطول هذا؟! فقال له المغيرة بن شعبة: أنت أميرنا ونحن المؤمنون فأنت أمير المؤمنين، قال: فذاك إذاً.

## عند الشيعة

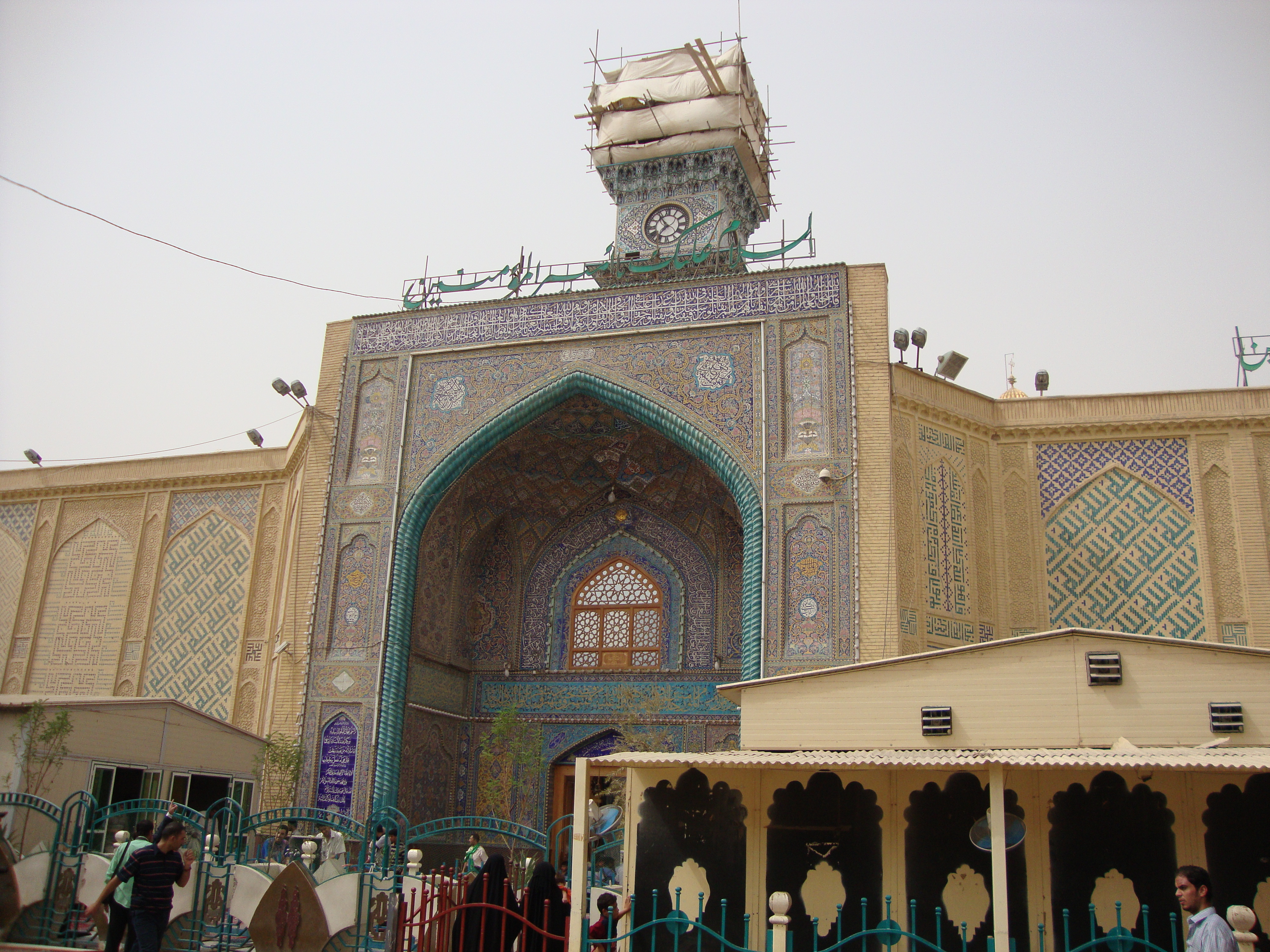
«السلام عليك يا أمير المؤمنين» مكتوبة في الروضة الحيدرية.

يطلق الشيعة لقب أمير المؤمنين على علي بن أبي طالب ابن عم النبي محمد ﷺ ، وفي نظرهم ان علي بن أبي طالب هو الوصي والخليفة الأول والأئمة من بعده هم حجج الله على خلقه؛ ويستدلون على ذلك برواياتهم الخاصة الواردة عن النبي محمد وعن علي وأبنائه في كونه أول من لقب بهذا اللقب من قِبلِ رسول الله، واختصاصه به وعدم إطلاقه على غيره من الأئمة بعده، ومما جاء في الروايات: ما جاء عن القاسم بن جندب عن أنس قوله: قال رسول الله صلى الله عليه وسلم: (يا أنس اسكب لي وضوءاً) ثم قام فصلى ركعتين. ثم قال: (يا أنس أول من يدخل عليك من هذا الباب أمير المؤمنين، وسيد المسلمين، وقائد الغر المحجلين، وخاتم الوصيين) قال أنس: قلت اللهم اجعله رجلًا من الأنصار وكتمته. إذ جاء علي فقال: (من هذا يا أنس؟) فقلت علي، فقام مستبشراً فاعتنقه...,
قول علي بن أبي طالب في تعداده لخصاله وذلك أثناء خطبته التي خطبها يوم الشورى: نَشَدتُكُم الله، أفيكم أحدٌ، قال له رسول الله: أنت أمير المؤمنين وسيد المسلمين، وقائد الغرّ المحجلين غيري؟ قالوا: اللهم لا.
وقد ألف السيد ابن طاووس كتاباً خاصاً حول لقب أمير المؤمنين واختصاصه بعلي بن أبي طالب جامعاً فيه ماجاء من روايات بهذا الشأن